# Сельцо (Назаровское сельское поселение)
В том числе в Рыбинском районе есть ещё одна деревня Сельцо, но в Октябрьском сельском поселении.
Сельцо — деревня Назаровского сельского округа Назаровского сельского поселения Рыбинского района Ярославской области.
Деревня расположена в северо-западной части сельского поселения, к северу от города Рыбинск. Она стоит на берегах речки Селянка в её верхнем течении. Эта короткая река течёт в юго-западном направлении и впадает слева в Волгу в Рыбинске. Ниже по течению в Селянку слева впадает ручей Крутец. В устье, между левым берегом Селянки и правым берегом Крутца стоит деревня Селишко. Автомобильная дорога, следующая вдоль берега Селянки, связывает деревню с Рыбинском. Другая дорога, идущая в юго-восточном направлении ведёт мимо деервень Большое и Малое Троицкое к посёлку Майский. К северо-западу от деревни находится летное поле аэропорт Староселье.
На 1 января 2007 года в деревне числилось 57 постоянных жителей . Городское почтовое отделение Рыбинск-6 обслуживает в деревне 69 домов. .